# Blyforgiftning
Blyforgiftning er en type metalforgiftning, der er forårsaget af for meget bly. Bly kan ophobes gennem flere år i organismen.
Allerede Nicander (2. århundrede f. kr.) beskrev således blyhvidt og blysukker som giftige. Plinius (1. århundrede e. kr.) omtaler faren ved at indånde dampene af bly.[kilde mangler]
Forskellige psykiske afvigelser er konstateret hos børn og voksne, der har været udsat for unormalt store doser bly. Man har tidligere konstateret nedsat nerveledningshastigheder ved blyniveauer, der tidligere betragtedes som ufarlige.
Blykolorit, en askegrå misfarvning af ansigtshuden, som delvis skyldes begyndende anæmi.
Blykolik, enten ganske pludseligt eller forudgået af lettere underlivssmerter, optræder de voldsomste underlivssmerter og endelig i sværere tilfælde muskellammelser.
 Der er for få eller ingen kildehenvisninger i denne artikel, hvilket er et problem. Du kan hjælpe ved at angive troværdige kilder til de påstande, som fremføres i artiklen.